# Hirehal, Siruguppa
Hirehal là một làng thuộc tehsil Siruguppa, huyện Bellary, bang Karnataka, Ấn Độ.